# Niphates erecta
Niphates erecta är en svampdjursart som beskrevs av Duchassaing och Giovanni Michelotti 1864. Niphates erecta ingår i släktet Niphates och familjen Niphatidae. Inga underarter finns listade i Catalogue of Life.